# 2005年韓國APEC峰會
亞太經合組織第十三次領導人非正式會議（英語：The 13th APEC Economic Leaders' Meeting），簡稱：2005年韓國APEC峰會（英語：APEC South Korea 2005）。

## 峰會議題
邁向同一個共同體的主題——迎接挑戰、做出改變，體現了APEC成員經濟體強烈意願，以實現建設亞太地區「經濟共同體」願景。

## 標誌
2005年韓國APEC會徽的設計受到韓國傳統的三太極概念的啟發。這個會徽象徵著天、地、人的統一與和諧，同時也展現了APEC 2005領導人會議舉辦地釜山的特色元素。會徽的圖案中呈現了波浪和太平洋環繞的形象，象徵著釜山地區的海洋文化，同時也象徵著APEC成員經濟體所在的亞太地區。

## 外部連結
- 官方網站

| 前任者： 2004年智利APEC峰會 | APEC峰會 2005 | 繼任者： 2006年越南APEC峰會 |